# Triboulet

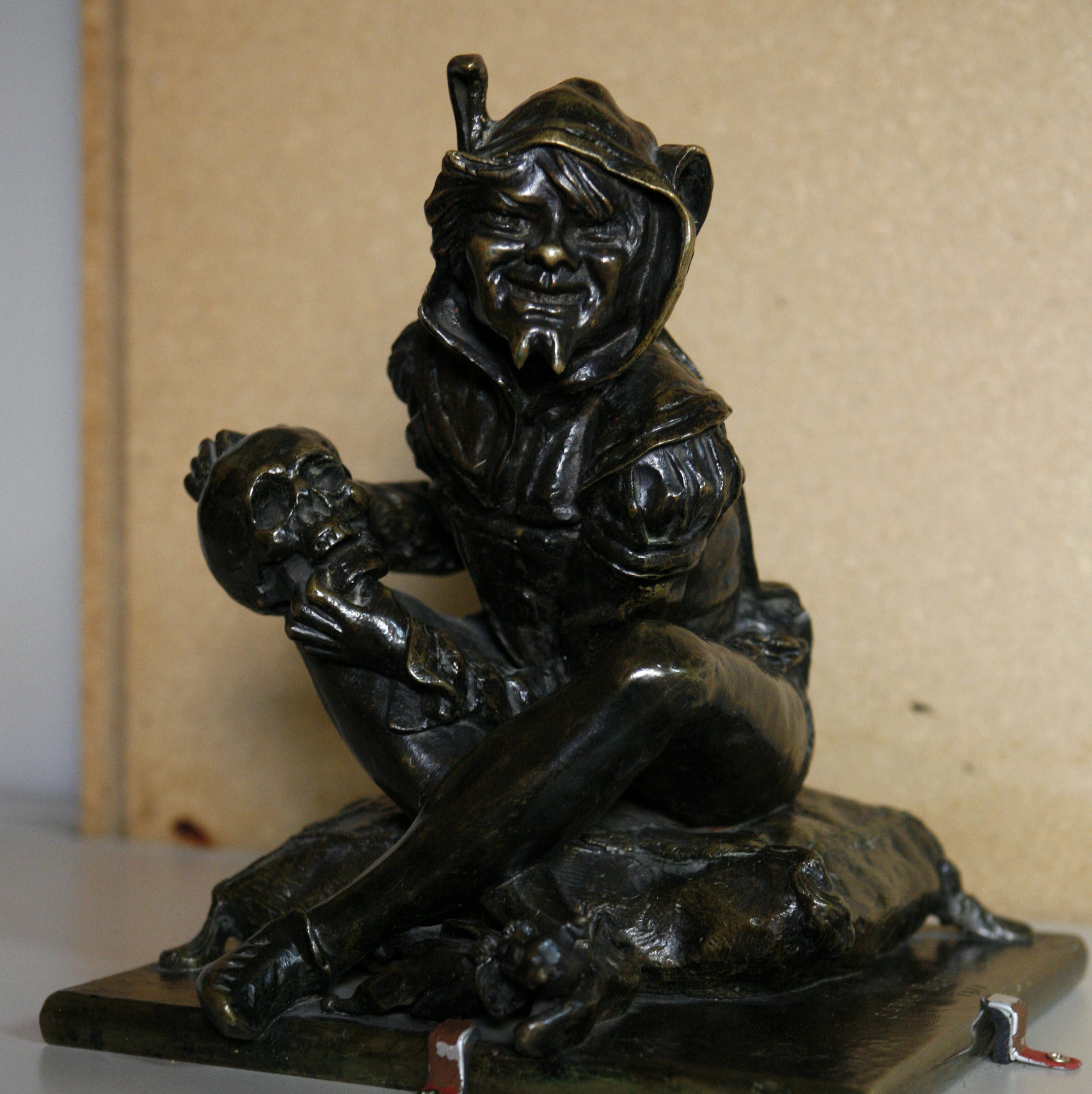
Le Roi s'amuse (El ximple i la mort de Sarah Bernhardt)

Nicolas Ferrial, conegut com Le Févrial o Triboulet (1479-1536) va ser un bufó dels reis Lluís XII i Francesc I de França.
Apareix al llibre 3 de les cròniques de Pantagrueline de François Rabelais. Apareix a Le Roi s'amuse de Victor Hugo i la seva versió òpera, Rigoletto de Giuseppe Verdi, una barreja de "Triboulet" i rigoler francès (per riure), destinada a desviar la censura que havia rebut l'obra d'Hugo. Un triboulet, un bufó vestit completament de vermell, és un personatge associat al carnaval de Monthey a Suïssa.

## Citacions famoses atribuïdes
Triboulet: "Un noble m'ha amenaçat amb penjar-me!"
El Monarca: "No us preocupeu! Si us penja, el faré decapitar quinze minuts després ".
Triboulet: "Bé, seria possible decapitar-lo 15 minuts abans?"
Una vegada, Triboulet no va poder contenir-se i va clavar una plantofada al cul del monarca. El monarca va perdre els estreps i va amenaçar amb executar Triboulet. Una mica més tard, el monarca es va tranquil·litzar i va prometre perdonar a Triboulet si podia pensar en una disculpa més insultant que el fet ofensiu. Uns segons més tard, Triboulet va respondre: "Ho sento, majestat, que no us vaig reconèixer! Et vaig confondre amb la reina!"

## Desterrament
Havent incomplert una ordre de Francesc I que prohibia a Triboulet fer bromes sobre la reina i els seus cortesans, el rei va ordenar que el matessin. Després d'haver servit el rei particularment bé durant molts anys, Francesc I va concedir a Triboulet el dret a escollir la manera de morir. Triboulet, amb la seva ment aguda, va dir el següent: "Bon sire, par sainte Nitouche et saint Pansard, patrons de la folie, je demande à mourir de vieillesse". que es tradueix per: "Bon senyor, per sant Nitouche i sant Pansard, patrons de la bogeria, tinc la decisió de morir de vellesa". No tenint cap altra opció que riure, el rei va ordenar que Triboulet no s'executés, sinó que fos desterrat del regne.